# Sint-Petruskerk (Westerstede)
De Sint-Petruskerk (Duits: St.-Petri-Kirche) is de protestantse kerk van Westerstede bij Oldenburg in de Duitse deelstaat Nedersaksen. Het godshuis is het grootste kerkgebouw van de stad.

## Geschiedenis
De stichting van het romaans-gotische godshuis vond plaats tijdens het pontificaat van aartsbisschop Adalbert II van Bremen. In de 14e eeuw vond gotisering van de kerk plaats. Uit deze periode dateren het aanzien van de huidige toren en de spitsbogige vensters van het kerkschip. Ook werd in deze periode het vlakke plafond van het kerkschip en het koor vervangen door gewelven.
Een grondige renovatie van de kerk vond in de jaren 1955-1956 plaats. Hierbij werden aan de noordelijke zijde muurschilderingen blootgelegd. In 1979 werd de toren gerenoveerd.

## Interieur[1]

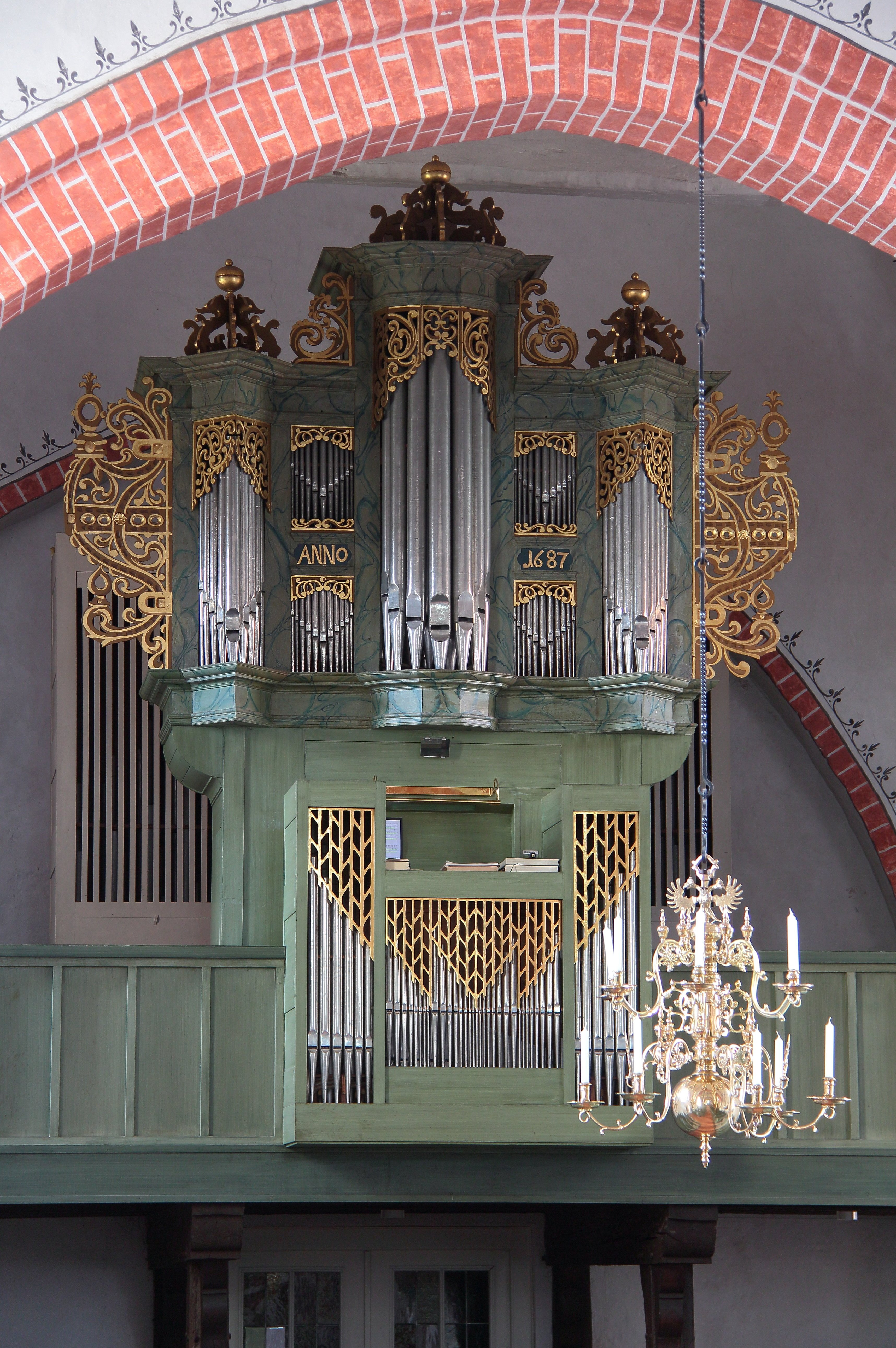
Orgel

- In het midden van de torenhal bevindt zich een granieten doopvont, dat waarschijnlijk even oud is als het kerkgebouw zelf.
- Tegenover de ingang van de kerk hangt een koperreliëf. Het reliëf werd door de stad Westerstede ter gelegenheid van het 850-jarig bestaan van de kerk geschonken en stelt de wonderbare visvangst voor.
- De triomfkruisgroep werd in het jaar 1996 samengesteld. De figuur van Christus stamt uit de 15e eeuw, de beelden van Maria en Johannes zijn van recente datum.
- De kansel uit 1607 werd ter gelegenheid van het 300-jarig jubileum van de reformatie in 1817 veranderd.
- Naast de kansel hangt een olieverfschilderij van Het Laatste Avondmaal.
- Tegenover de kansel bevindt zich aan de noordelijke muur een herenbank.
- In het koor hangt aan de noordelijke muur een schilderij uit 1722 met de voorstelling “Het laatste oordeel”.
- Het Passieretabel is begin-15e-eeuws en niet meer helemaal compleet, het werd na de restauratie van 1995 aangevuld met vier bronzen delen.
- In de kerk bevinden zich enkele muurschilderingen, waaronder een 13e-eeuws fresco van de heilige Barbara.
- Het orgel met 22 registers en een historisch klankconcept van een Noord-Duits barokorgel werd in 1972 door Jürgen Ahrend en Gerhard Brunzema uit Leer gebouwd. De orgelkas is nog van het eerste kerkorgel uit 1687.

## Gebouw
De kerk is deels in romaanse, deels in gotische stijl gebouwd. De kerk heeft een kerkschip, een rechtgesloten koor en toren van 48 meter hoog. Het onderste deel van de toren bestaat uit granieten blokken, de rest is met rode baksteen opgemetseld. Naast de kerk staat een vrijstaande klokkentoren.